# 山川丈平
山川 丈平（やまかわ じょうへい、1911年10月14日 - 1983年11月17日）は、日本のドイツ文学者。
福岡県生まれ。1935年東京帝国大学文学部独文科卒。福岡県立修猷館高等学校教諭、九州大学教養部助教授、教授、75年定年退官、名誉教授、福岡歯科大学教授。

## 著書
- 『教用新ドイツ文典』第三書房 1957
- 『独和重要単語熟語辞典 英語対照』大学書林 1959
- 『ドイツ語慣用句 その語原的解明』郁文堂出版 1963
- 『山川・初級ドイツ語読本』同学社 1968
- 『やさしいドイツ語入門』郁文堂 1979

### 共著編
- 『熟語ことわざ』原田武雄共著 白水社 ドイツ語学文庫 1958
- 『英語対照独和重要単語熟語辞典』編 大学書林 1967
- 『ドイツ語ことわざ辞典』編 白水社 1975

翻訳
- ホーフマンスタール「バッソンピエール元帥の体験」『ドイツの文学 [第2] (名作短篇集)』三修社 1966

## 論文
- <山川丈平